# Sinatruces
Sinatrukes I (pers. سیناتروک, również Sanatruces lub Sanatruk, ur. ok. 157 p.n.e., zm. ok. 70 p.n.e.) – król Partów w latach ok. 77 p.n.e.–ok. 70 p.n.e.
Sinatrukes prawdopodobnie był synem Mitrydatesa I z rodu Arsakidów. Ogłosił się królem w Suzjanie i wystąpił jako uzurpator przeciwko władzy Mitrydatesa II Wielkiego w latach ok. 93/92 p.n.e.–88/87 p.n.e. Ostatecznie Gotarzes I zmusił go do ucieczki na stepy środkowoazjatyckie. Po latach ponownie zajął tron partyjski, gdy obalił Orodesa I głównie dzięki wsparciu sakijskiego plemienia Sakarauków, u którego wcześniej znalazł schronienie kiedy musiał uciekać z kraju. W chwili objęcia władzy miał 80 lat, a miał panować jeszcze przez siedem. Przeciwko władzy Sinatrukesa wystąpił król Armenii Tigranes II, który najechał i spustoszył Medię oraz spalił królewską rezydencję Adrapana niedaleko Ekbatany. Poza tym zajął Gordyene, Adiabene, północną Mezopotamię i czasowo Medię Atropatene.
W czasie III wojny mitrydatejskiej między Mitrydatesem VI, królem Pontu a Rzymianami, obie strony konfliktu próbowały wciągnąć Sinatrukesa do walki po swojej stronie. Jednakże ze względu na słabą pozycję w Partii pozostał neutralny.
Po śmierci Sinatrukesa władzę objął jego syn Fraates III. W ten sposób powstała nowa gałąź władców z dynastii Arsakidów na tronie partyjskim, która odsunęła od władzy potomków Mitrydatesa II i obejmowała oprócz Fraatesa III również  Mitrydatesa III, Orodesa II, Fraatesa IV, Fraatesa V (Fraatakes), Wononesa I i Tiridatesa II. Być może należał do niej, ale po kądzieli, Artabanus II. Nowa gałąź spotykała się z oporem niektórych możnowładców partyjskich, mogła natomiast liczyć na wsparcie wschodnich plemion nomadów, szczególnie Saków i rodu Suren.